# Holla at Me
«Holla at Me» — пятый сингл с дебютного альбома DJ Khaled, Listennn... the Album, при участии Лил Уэйна, Пола Уолла, Fat Joe, Рика Росса и Pitbull. Продюсером стал Cool & Dre. Семпл взят из песни «Looking for the Perfect Beat» группы Afrika Bambaataa & the Soulsonic Force. Песня достигла пика на #15 в чарте Billboard Hot Rap Tracks в июне 2006.

## Клип
Джим Джонс, Birdman, Slim Thug, Dre, Remy Ma, Трина, Trick Daddy, DJ Drama, Скотт Сторч, DJ Clue, Cool & Dre, DJ Felli Fel и DMX появились в эпизодах в клипе.

## Чарты
| Чарт (2006)                          | Наивысшая позиция |
| ------------------------------------ | ----------------- |
| US Billboard Hot 100 (Billboard)     | 59                |
| US Hot R&B/Hip-Hop Songs (Billboard) | 24                |
| US Hot Rap Tracks (Billboard)        | 15                |